# Kálmán Kulcsár
Kálmán Kulcsár (Erdőtelek, 27 de junio de 1928 – Budapest, 4 de septiembre de 2010) fue un político y jurista húngaro, que ocupó la cartera de Ministro de Justicia entre 1988 y 1990. También ocupó el cargo del último jefe del Frente Patriótico Popular para ser posteriormente embajador de Hungría en Canadá.

## Publicaciones
- A szociológiai gondolkodás fejlődése (1966, 1972)
- A jogszociológia alapjai (1976)
- Rechtssoziologische Abhandlungen (1980)
- Gazdaság, társadalom, jog (1982)
- Contemporary Hungarian Society (1984)
- A modernizáció és a magyar társadalom (1986)
- Politika és jogszociológia (1987)
- Modernizáció és jog (1989, angolul 1992)
- Political Culture – Legal Culture (1991)
- Két világ között 1988–1990 (1994)
- A jog szerepe a társadalmi változásokban – a jog változása (1995)
- A politikai rendszer és a magyar valóság (1997)
- A politikatudomány arcai (co-author, 1999)
- Globális és regionális integráció politikai hatása (2004)
- Az új politikai rendszer és a magyar valóság (2006)
- Kína a világpolitikában. Az átalakuló Kína (2007)
- India, az útkereső birodalom (2008)